# Телятниково (Курская область)
Телятниково — село в Льговском районе Курской области России. Входит в состав Иванчиковского сельсовета.

## География
Село находится в 58 км от российско-украинской границы, в 61,5 км к западу от Курска, в 5 км к северо-востоку от районного центра — города Льгов, в 3 км от центра сельсовета — села Иванчиково.
Протяженность водопроводных сетей составляет 1,3 км, имеется 6 уличных водоразборных колонок, водопроводные сети заведены в 39 домовладениях, жители 29 домовладений пользуются уличными водоразборными колонками.
Климат
Телятниково, как и весь район, расположено в поясе умеренно континентального климата с тёплым летом и относительно тёплой зимой (Dfb в классификации Кёппена).
| Показатель                                                                      | Янв. | Фев. | Март | Апр. | Май  | Июнь | Июль | Авг. | Сен. | Окт. | Нояб. | Дек. | Год  |
| ------------------------------------------------------------------------------- | ---- | ---- | ---- | ---- | ---- | ---- | ---- | ---- | ---- | ---- | ----- | ---- | ---- |
| Средний суточный максимум, °C                                                   | −3,9 | −2,8 | 3,1  | 13,2 | 19,5 | 22,7 | 25,3 | 24,6 | 18,3 | 10,7 | 3,6   | −1   | 11,1 |
| Средняя температура, °C                                                         | −5,9 | −5,4 | −0,5 | 8,4  | 14,8 | 18,4 | 20,9 | 20   | 14,1 | 7,4  | 1,4   | −2,9 | 7,6  |
| Средний суточный минимум, °C                                                    | −8,4 | −8,5 | −4,6 | 2,9  | 9,2  | 13,1 | 15,9 | 14,9 | 9,9  | 4,1  | −0,9  | −5,1 | 3,5  |
| Норма осадков, мм                                                               | 50   | 44   | 48   | 50   | 63   | 71   | 77   | 54   | 57   | 57   | 48    | 49   | 668  |
| Источник: Погода по месяцам c ru.climate-data.org(дата обращения: Октябрь 2021) |      |      |      |      |      |      |      |      |      |      |       |      |      |

Часовой пояс
Село Телятниково, как и вся Курская область, находится в часовой зоне МСК (московское время). Смещение применяемого времени относительно UTC составляет +3:00.

## Население
| 2002 | 2010 |
| ---- | ---- |
| 214  | ↘135 |

## Инфраструктура
Личное подсобное хозяйство. В селе 135 домов.

## Транспорт
Телятниково находится в 12,5 км от автодороги регионального значения 38К-017 (Курск — Льгов — Рыльск — граница с Украиной) как часть европейского маршрута E38, в 2 км от автодороги 38К-023 (Льгов — Конышёвка), в 18 км от автодороги межмуниципального значения 38Н-362 (38К-017 — Николаевка — Ширково), на автодороге 38Н-437 (38К-023 — Ольшанка — Мармыжи — 38Н-362), в 3 км от ближайшего ж/д остановочного пункта Марица (линия Навля — Льгов I).
В 150 км от аэропорта имени В. Г. Шухова (недалеко от Белгорода).